# Ume (frukt)

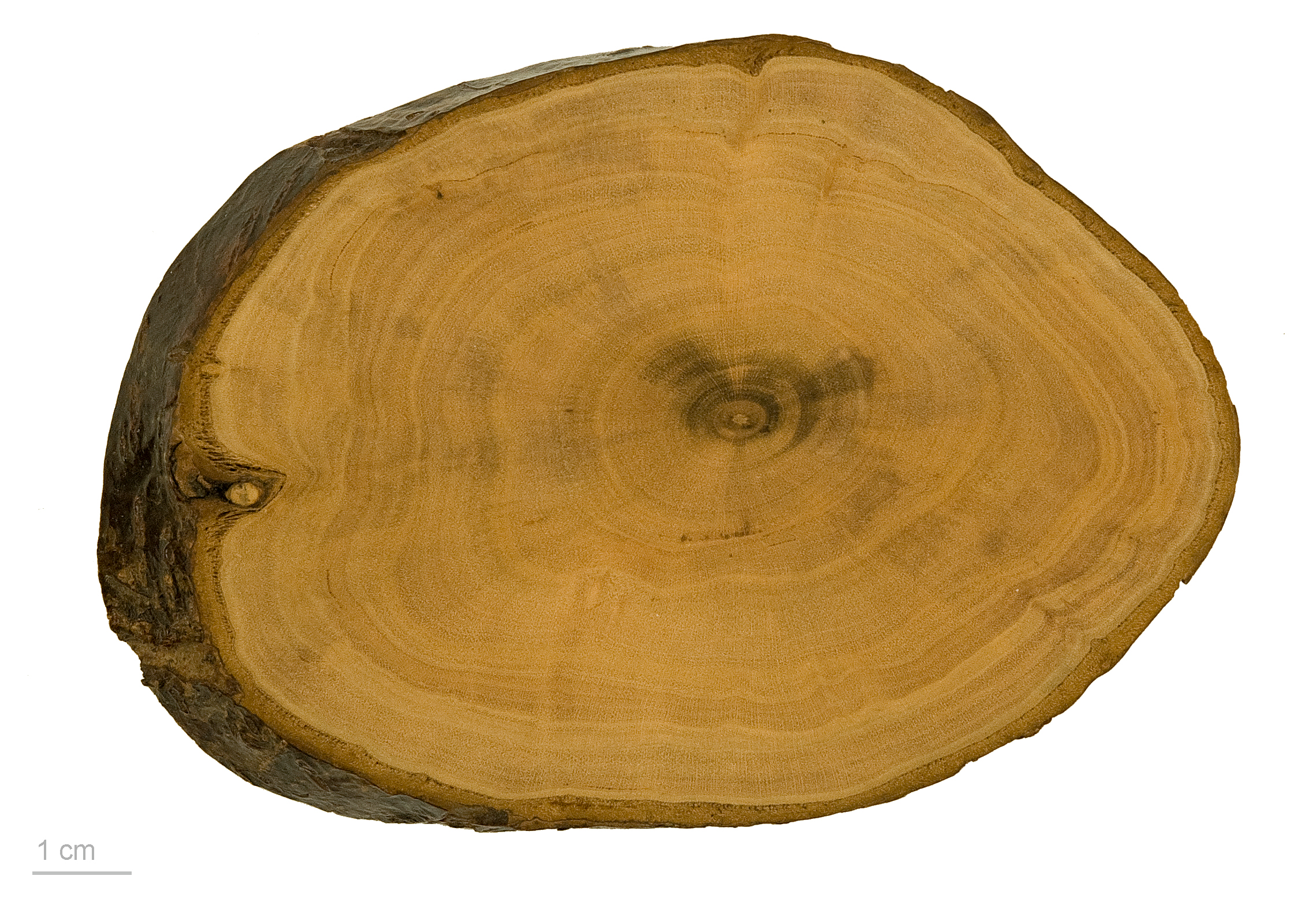
Prunus mume

Prunus mume är en asiatisk plommonart i familjen Rosaceae. Den kallas ume (kanji: 梅; hiragana: うめ) på japanska, méi (梅) på kinesiska och maesil (hangul: 매실; hanja: 梅實) på koreanska. Trädet härstammar från Kina men har även odlats i Japan och Korea sedan urminnes tider. Trädet odlas för sina frukter och blommor. Även om den vanligtvis kallas för ett plommon är den i själva verket närmare besläktat med aprikosen. En annan art som ofta kallas det "japanska plommonet" är sumomo (Prunus salicina).
Trädet blommar i senvintern, vanligtvis i slutet av januari eller februari i Östasien, innan bladknopparna spricker. Varje blomma har fem kronblad och är 1-3 centimeter i diameter. Blommorna är vanligtvis vita, men några varianter kan ha skära eller djupröda blommor. Bladen spricker fram kort efter att trädet blommat över. Bladen är spetsigt ovala. Frukten mognar tidigt på sommaren, vanligtvis i juni i Östasien. Detta sammanfaller med den östasiatiska regntiden, meiyu (梅雨), även kallad baiu eller tsuyu på japanska. Frukterna är runda med en grund skåra som löper från stjälken till fruktspetsen. Skalet är grönt, när frukten är omogen och gulnar successivt, ibland med en röd ton. Det mogna fruktköttet är gult.